# Delegação de Oió na Assembleia Nacional da Nigéria
A delegação de Oió na Assembleia Nacional da Nigéria compreende três  Senadores representando Oió Sul, Oió Central, Oió Norte e catorze Representantes representando as seguintes circunscrições federais: Ona-Ara/Egbeda, Iseyin/Kajola/Iwujola/Itesiwaju, Ibadã Norte- Leste/Sudeste, Lagelu/Akinyele, Ibarapa Leste/Ido, Ibadã Norte, Oluiolê, Atigbo/Saki Leste/Saki Oeste, Ibadã Noroeste/Sudoeste, Ibarapa Central/Ibarapa Norte, Afijio/Atiba/Oyo Leste/Oyo Oeste, Ogo-oluwa/Surulere Oluyole, Ogbomosho-Norte/Sul/Orire, e Olurunssogo/Orelope/Irepo.

## Quarta República

### O 4º Parlamento (1999 - 2003)
|               |                            |         |                                 |           |
| Cargo         | Nome                       | Partido | Eleitorado                      | Período   |
|               |                            |         |                                 |           |
| Senador       | Adeyemo Peter Olawuyi      | AD      | Oió Sul                         | 1999–2003 |
| Senador       | Balogun Lekan              | AD      | Oió Central                     | 1999–2003 |
| Senador       | Yusuf Brimmo Yemi          | AD      | Oió Norte                       | 1999–2003 |
|               |                            |         |                                 |           |
| Representante | Adekunle Jenrade Kareem    | AD      | Ona-Ara/Egbeda                  | 1999–2003 |
| Representante | Ademola Adeniyi Tajudeen   | AD      | Iseyin/Kajola/Iwujola/Itesiwaju | 1999–2003 |
| Representante | Adeshile Adedeji Kazeem    | AD      | Ibadã Nordeste/Sudeste          | 1999–2003 |
| Representante | Alli Lateef Adebola        | AD      | Lagelu/Akinyele                 | 1999–2003 |
| Representante | Anwo SanusiSadiq           | PDP     | Ibarapa Leste/Ido               | 1999–2003 |
| Representante | Balogun Alli               | AD      | Ibadã Norte                     | 1999–2003 |
| Representante | Gbadamosi Lateef Durojaiye | AD      | Oluyole Local Govt.             | 1999–2003 |
| Representante | Hussein Adesiyan Ajani     | AD      | Atisgbo/Saki Leste/Saki Oeste   | 1999–2003 |
| Representante | Oduyoye Babatunde          | AD      | Ibadã Noroeste/Sudoeste         | 1999–2003 |
| Representante | Oladeni OjegokeRafiu       | AD      | Ibarapa Central/Ibarapa Norte   | 1999–2003 |
| Representante | Oluwasegun Taiwo Dele      | AD      | Oió Alafim                      | 1999–2003 |
| Representante | Oyebanji Folaranmi Simeon  | PDP     | Ogo-oluwa                       | 1999–2003 |
| Representante | Segun AdibiTemilola        | AD      | Ogbomosho/Norte/Sul/Orire       | 1999–2003 |
| Representante | Sekoni Sheik mudathir      | AD      | Olurunssogo/Dorelope            | 1999–2003 |

### A 6ª Assembleia 2007 - 2011
| |                             |         |                                  |           |
| Cargo | Nome                        | Partido | Eleitorado                       | Período   |
| |                             |         |                                  |           |
| Senador | Kamorudeen A. Adedibu       | PDP     | Oyo Sul                          | 2007–2011 |
| Senador | Teslim Folarin              | PDP     | Oyo Central                      | 2007–2011 |
| Senador | Andrew A. Babalola          | PDP     | Oyo Norte                        | 2007–2011 |
| |                             |         |                                  |           |
| Representante | Festus Adegoke              | PDP     | Ona-Ara/Egbeda                   | 2007–2011 |
| Representante | Abass Olopoenia             | PDP     | Iseyin/Kajola/Iwajowa/Itesiwaju  | 2007–2011 |
| Representante | Akinloye Olusegun Olayiwola | PDP     | Ibadã Nordeste/Sudeste           | 2007–2011 |
| Representante | *Omotayo Paul Oyetunji      | PDP     | Lagelu/Akinyele                  | 2008–2011 |
| Representante | Taiwo Adewale Oluyemi       | PDP     | Ibarapa Leste/Ido                | 2007–2011 |
| Representante | Gbede Aderemi Waheed        | PDP     | Ibadã Norte                      | 2007–2011 |
| Representante | Oyedokun Oladepo            | PDP     | Oluyole                          | 2007–2011 |
| Representante | Kareem Tajudeen Abisodun    | AC      | Atigbo/Saki Leste/Saki Oeste     | 2007–2011 |
| Representante | Folake Olunloyo Oshinowo    | PDP     | Ibadã Noroeste/Sudoeste          | 2007–2011 |
| Representante | Muraina Saubana Ajibola     | PDP     | Ibarapa Central/Ibarapa Norte    | 2007–2011 |
| Representante | Mudashiru Kamil Akinlabi    | PDP     | Afijio/Atiba/Oyo Leste/Oyo Oeste | 2007–2011 |
| Representante | Ayoade Ademola Adeseun      | PDP     | Ogo-Oluwa/Surulere/Oluyole       | 2007–2011 |
| Representante | Mulikat Akande Adeola       | PDP     | Ogbomosho/Norte/Sul/Orire        | 2007–2011 |
| Representante | Agoro Lanre Adeniran        | PDP     | Irepo/Olurunsogo/Orelope         | 2007–2011 |
| |                             |         |                                  |           |
| Omotayo Paul Oyetunji que foi eleito em 26 de janeiro de 2008 em uma eleição substituiu Segun Moses Oladimeji que foi assassinado em 14 de Setembro de 2007. |                             |         |                                  |           |